# Constantine John Phipps
Constantine John Phipps, II barone Mulgrave, PV (Whitby, 19 maggio 1744 – Liegi, 10 ottobre 1792), è stato un esploratore inglese e ufficiale della Royal Navy.

## Biografia
Partecipò alla guerra dei sette anni e alla guerra d'indipendenza americana. Durante i suoi ultimi anni di vita fu membro del Parlamento della Gran Bretagna. Inoltre fu il primo a descrivere l'orso polare come specie a sé stante nel 1774. Scelse il nome scientifico Ursus maritimus, ("orso marittimo"), per via dell'habitat naturale dell'animale. Phipps morì nel 1792 e venne sepolto all'interno della chiesa parrocchiale di sant'Osvaldo a Lythe.